# Рубинићи (Олово)
Рубинићи су насељено место у општини Олово, Босна и Херцеговина.

## Историја
Рубинићи су до рата били у саставу општине Хан Пијесак.

## Становништво
|             | 2013.      | 1991.         | 1981.         | 1971.         |
| Укупно      | 0 (0,000%) | 145 (100,0%)  | 190 (100,0%)  | 205 (100,0%)  |
| Бошњаци     | –          | 143 (98,62%)1 | 187 (98,42%)1 | 193 (94,15%)1 |
| Југословени | –          | 1 (0,690%)    | –             | –             |
| Остали      | –          | 1 (0,690%)    | –             | 1 (0,488%)    |
| Срби        | –          | –             | 3 (1,579%)    | 11 (5,366%)   |

1. 1 На пописима од 1971. до 1991. Бошњаци су пописивани углавном као Муслимани.